# عمر حكمت الخولي
عمر حكمت الخولي (1990 -)، شاعر ومترجم ومخرج سوري من مدينة حمص يقيم في ألمانيا، ولد فيها وتنقل في طفولته بين حمص ودمشق بسبب ظروف عمل والده حكمت الخولي الذي كان عضواً في البرلمان السوري (مجلس الشعب). استقر في حمص مع والدته بعد وفاة والده 1996، وفيها أتم مراحل دراسته، وقد تخرج من كلية الحقوق.

## كتاباته
تطرق الخولي في شعره إلى مواضيع جديدة وأخرى تطرق إليها بطرق جديدة، يتحدث في قصائده عن الأسئلة الكبرى كالدين والله، ويحاول البحث عن إجابات لها. كما أن يكتب في مواضيع الشعر التقليدية من غزل وتأمل وسوى ذلك.
منذ عام 2021، توجّه إلى ترجمة نصوص تاريخية من اللغات السامية القديمة، مثل الأوغاريتية والعبرية والآرامية، ونشر عبر الإنترنت العديد من الترجمات والبحوث التاريخية واللغوية التي تشمل الحضارة الأوغاريتية وعلاقتها بكتاب التوراة، إضافة إلى ترجمة نصوص من المشنا والتلمود والمدراش ذات صلة بنصوص قرآنية وإسلامية.

## فكره
يتصف فكر عمر حكمت الخولي بالوسطية عموماً، إلا أن صفات يسارية تظهر في قصائده والحوارات التي أجريت معه، وتأثره بأفكار الثائر غيفارا الذي تحدث عنه باسمه وبالدلالة عليه في قصائد عديدة.
يقوم ديوانه أسفار الشرق الجديد الذي لم ينشر بعد ونشرت في المجلات بعض نصوصه، على محور الدين والسياسة، وقد قسّمه الشاعر إلى أسفار تحاكي في أسمائها ومضامينها أسفار الكتاب المقدس لدى اليهود والمسيحيين. كما يُعتبر شاعراً معارضاً لأنظمة الحكم العربية.

## أعماله (قصائد وأفلام)
أصدر مجموعته الشعرية عندما زرت القدر في نيسان 2009 عن دار اكتب في القاهرة. وله تحت الطبع عدة مجموعات منها «أسفار الشرق الجديد - نور - البعيد وما وراءكِ - الآن ابتسمي».
كما صدر له باللغة الإنكليزية والإيطالية أنتولوجيا مشتركة مع عدة شعراء من العالم بعنوان Strade/دروب الذي أعدته الشاعرة والباحثة الإيطالية غابرييلا فاليرا غروبر. وقد صدر في إيطاليا عن IBIKOS EDITRICE RISOLO في تشرين الثاني 2009. ونُشرت سيرته الذاتية وقصائد له في الموسوعة الكبرى للشعراء العرب الصادرة في المغرب العربي في كانون الأول 2009.
ينشر الخولي في عدة مجلات عربية مطبوعة كمجلة الرافد ومجلة المعرفة، وفي عدة صحف مثل صحيفة الزمان والوطن والعرب والعروبة. إضافة إلى مجلات وصحف إلكترونية مثل ألف ومعابر وديوان العرب والنور.
له إسهامات في فن التصوير الضوئي والإخراج.
في الإخراج قدم فيلمه الوثائقي الأول باسم سحر الصوفية على يوتيوب، ثم فيلم تسجيلي قصير باسم حمص كما أراها يتعلق بأوضاع حمص أثناء الأحداث الدامية فيها، وفيلم قيامة على يوتيوب وهو فيلم روائي قصير عن سوريا أثناء الثورة، وأخيراً فيلم وثائقي باسم تحت الثورة، وجميعها من إخراجه وتصويره وإنتاجه.

## جوائز
حاز عمر حكمت الخولي على العديد من الجوائز الشعرية منها:
1. المركز الأول في مسابقة صافيتا الثانية لعيد الأم 2008.
2. المركز الثاني في مسابقة نبض سوريا 2008.
3. المركز الثالث في مسابقة ملتقى الفينيق الأدبي 2008.
4. المركز الثالث في مسابقة انتفاضة فلسطين 2008.
5. المركز الرابع في مسابقة ملتقى الحكايا الأدبي 2009.
6. المركز الثالث في جائزة النور للإبداع الأدبي والعلمي عن مركز النور في السويد 2009.[9]
7. اختارته لجنة تحكيم مسابقة (كاستلو دي دوينو) كأحد أفضل شعراء العالم الشباب لعام 2009.[10]

## نشاطات أخرى
أقام الخولي عدة أمسيات مشتركة مع شعراء عرب في دمشق، وأجريت معه عدة مقابلات صحفية وتلفزيونية. كما دُعي إلى المشاركة في برامج شعرية مثل برنامج أمير الشعراء على قناة أبو ظبي وشاعر العرب على قناة المستقلة.